# Ahn Jae-hong
Ahn Jae-hong (en hangul: 안재홍, hanja: 安宰弘, RR: An Jae-hong; Busan, 31 de marzo de 1986) es un actor surcoreano de cine y televisión.

## Biografía
Estudió en la Universidad Konkuk, donde se especializó en cine.
En 2014 comenzó a salir con una mujer que no es parte del medio artístico, sin embargo el 18 de septiembre de 2019 reveló que la relación había finalizado.

## Carrera
Es miembro de la agencia Management mmm. Previamente fue miembro de la agencia "J-Wide Company".
El 25 de agosto de 2014 se unió al elenco principal de la serie web Prominent Woman (también conocida como Remarkable Woman), donde interpretó a Ahn Jae-hong, el mejor amigo de Chun Woo-hee (Chun Woo-hee), quien no quiere que Jae-hong encuentre una novia, pero tampoco quiere convertirse en su novia.
En noviembre de 2015 se unió al elenco recurrente de la serie Reply 1988, donde dio vida a Kim Jeong-bong, el hermano mayor de Kim Jung-hwan (Ryu Jun-yeol), hasta el final de la serie en enero de 2016.
El 21 de abril de 2016 se unió al elenco de la película The Last Ride, donde interpretó a Gap-deok, el mejor amigo de Go-hwan (Ryu Deok-hwan) y Nam-joon (Kim Dong-young). El 17 de noviembre del mismo año apareció en el segundo episodio de la serie Legend of the Blue Sea, donde dio vida al misionero Thomas.
El 9 de febrero de 2017 se unió al elenco principal de la película Fabricated City, donde interpretó a "Demolition".El 26 de abril del mismo año se unió al elenco principal de la película The King's Case Note, donde dio vida a Yoon Yi-seo, el archivista del Rey Yejong (Lee Sun-kyun), a quien se une para buscar la verdad detrás de un delito que amenaza la estabilidad del reino. El 22 de mayo del mismo año se unió al elenco principal de la serie Fight for My Way, donde interpretó a Kim Joo-man, un empleado permanente en una red de compras desde casa y el novio desde hace seis años de Baek Seol-hee (Song Ha-yoon), hasta el final de la serie el 11 de julio del mismo año.
El 22 de marzo de 2018 se unió al elenco principal de la película Microhabitat, donde dio vida a Han-sol, un aspirante a dibujante de cómics en línea que no ha tenido mucho éxito, así como el novio de Mi-so (Esom).
El 9 de agosto de 2019 se unió al elenco principal de la serie Be Melodramatic (también conocida como Melo is My Nature), donde interpretó a Son Bum-soo, un famoso director de dramas que ha filmado cinco éxitos consecutivos, hasta el final de la serie el 28 de septiembre del mismo año.
El 15 de enero de 2020 apareció como personaje principal de la película Secret Zoo (también conocida como We Don’t Hurt You), donde dio vida a Tae-soo, un abogado atrapado en un puesto temporal sin salida en un reconocido bufete de abogados, que sueña con un día conseguir un puesto permanente allí.El 23 de abril del mismo año apareció como parte del elenco principal de la película Time to Hunt (también conocida como The Night of the Hunter) donde dio vida a Jang-ho, un miembro del equipo que incluso en una situación peligrosa, intenta aliviar el nerviosismo de sus amigos haciéndolos reír.
En 2022 se unió al elenco de la serie La chica enmascarada, donde interpreta a Joo Oh-nam, es un compañero de trabajo de Mo-mi, por quien tiene un enamoramiento unilateral.

## Filmografía

### Cine
| Año   | Título                      | Personaje                               | Notas                                                                                        | Ref.                 |
| ----- | --------------------------- | --------------------------------------- | -------------------------------------------------------------------------------------------- | -------------------- |
| 1996  | Crocodile                   | -                                       | Junto a Cho Jae-hyun, Jeon Moo-song y Han Tae-il                                             |                      |
| 2009  | A Perfect Sight             | -                                       | Cortometraje                                                                                 |                      |
| 2010  | Chatter                     | -                                       | Cortometraje, junto a Choi Jung-seob, Jung Da-won y Bae Yoo-ram                              |                      |
| 2011  | The Day He Arrives          | Estudiante                              | Junto a Yoo Jun-sang, Song Seon-mi, Kim Eui-sung, Bae Yu-ram y Jeong Ji-hyeong               |                      |
| 2012  | Boy                         | Miembro del Grupo                       | Junto a Yeon Joon-seok, Lee Seung-yeon, Ahn Nae-sang y Ryu Hyun-kyung                        |                      |
| 2012  | The Sunshine Boys           | Seung-joon                              | Junto a Shim Hee-sub, Kim Chang-hwan, Kim Kkot-bi, Hwang Mi-young y Choi Jae-hyun            |                      |
| 2012  | Happy Birthday to Me        | Jae-hong                                | Cortometraje                                                                                 |                      |
| 2012  | Lemon Time                  | Wook                                    | Cortometraje                                                                                 |                      |
| 2013  | Nobody's Daughter Haewon    | Estudiante                              | Junto a Jung Eun-chae, Lee Sun-kyun, Kim Eui-sung, Ye Ji-won, Ryu Deok-hwan y Yoo Jun-sang   |                      |
| 2013  | The King of Jokgu           | Hong Man-seop                           | Junto a Hwang Seung-eon, Jung Woo-sik, Kang Bong-sung y Hwang Mi-young                       |                      |
| 2014  | Hill of Freedom             | -                                       | Junto a Ryo Kase, Moon So-ri, Jung Eun-chae, Youn Yuh-jung y Kim Eui-sung                    |                      |
| 2014  | Tazza: The Hidden Card      | Woon-do                                 | Junto a T.O.P, Shin Se-kyung, Lee Ha-nui, Yeo Jin-goo, Yoo Hae-jin y Kim Won-hae             |                      |
| 2014  | Slow Video                  | -                                       | Junto a Cha Tae-hyun, Nam Sang-mi, Oh Dal-su, Jin Kyung y Lee Yoo-young                      |                      |
| 2014  | Red Carpet                  | Poong-cha                               | Junto a Yoon Kye-sang, Go Joon-hee, Oh Jung-se, Jo Dal-hwan, Hwang Chansung y Shin Ji-soo    |                      |
| 2014  | Miss The Train              | Tae-shik                                | Cortometraje                                                                                 |                      |
| 2015  | C'est Si Bon                | Byung-chul                              | Junto a Jung Woo, Han Hyo-joo, Kang Ha-neul, Jin Goo, Kim Mi-kyung y Ki Do-hoon              |                      |
| 2015  | Woman, Man - "Sad Scene"    | -                                       | Junto a Lee Na-young                                                                         |                      |
| 2015  | Coin Locker Girl            | Oficial de la Policía                   | Junto a Kim Hye-soo, Kim Go-eun, Park Bo-gum, Go Kyung-pyo, Lee Soo-kyung y Wi Ha-joon       |                      |
| 2015  | Twenty                      | In-gook                                 | Junto a Kim Woo-bin, Lee Junho, Kang Ha-neul, Jung So-min, Min Hyo-rin y Lee Yu-bi           |                      |
| 2015  | The Sound of a Flower       | Yong-bok                                | Junto a Ryu Seung-ryong, Bae Suzy, Song Sae-byeok, Kim Nam-gil, Lee Dong-hwi y Kim Tae-hoon  |                      |
| 2016  | Queen of Walking            | So Soon-yi                              | (aparición especial)                                                                         |                      |
| 2016  | The Queen of Crime          | Estudiante del Examen de Servicio Civil | Cameo                                                                                        |                      |
| 2016  | The Last Ride               | Gap-deok                                | Junto a Ryu Deok-hwan, Kim Dong-young, Jeon No-min, Jeon Mi-seon y Bae Jung-hwa              |                      |
| 2016  | Familyhood                  | Dr. Deok-soo                            | Junto a Kim Hye-soo, Ma Dong-seok, Kim Hyun-soo, Seo Hyun-jin, Kwak Si-yang y Chani          |                      |
| 2016  | Missing You                 | Detective Chan                          | Junto a Shim Eun-kyung, Yoon Je-moon y Kim Sung-oh                                           |                      |
| 2017  | On the Beach at Night Alone | Seung-hee                               | Junto a Kim Min-hee, Seo Young-hwa, Kwon Hae-hyo, Jung Jae-young y Song Seon-mi              |                      |
| 2017  | Fabricated City             | "Demolition"                            | Junto a Ji Chang-wook, Junto a Shim Eun-kyung, Oh Jung-se, Kim Sang-ho y Kahlid Elijah Tapia |                      |
| 2017  | The King's Case Note        | Yoon Yi-seo                             | Junto a Lee Sun-kyun, Kyung Soo-jin, Jung Hae-in, Joo Jin-mo, Park Jung-min y Chani          |                      |
| 2017  | Ladies Of the Forest        | -                                       | Cortometraje                                                                                 |                      |
| 2018  | Grass                       | Hong-soo                                | Junto a Kim Min-hee, Jung Jin-young, Gi Ju-bong, Kim Sae-byuk y Lee Yoo-young                |                      |
| 2018  | Microhabitat                | Han-sol                                 | Junto a Esom, Choi Deok-moon, Kim Jae-hwa, Kim Gook-hee y Cho Soo-hyang                      |                      |
| 2019  | Miss & Mrs. Cops            | Jefe de "Happy Balloons"                | Junto a Lee Sung-kyung, Ra Mi-ran, Yoon Sang-hyun, Jo Byung-gyu, Wi Ha-joon y Kim Do-wan     | [ 26 ]               |
| 2020  | Secret Zoo                  | Tae-soo                                 | Junto a Kang So-ra, Park Yeong-gyu, Kim Sung-oh y Jeon Yeo-been                              | [ 27 ] [ 28 ] [ 29 ] |
| 2020  | Time to Hunt                | Jang-ho                                 | Junto a Lee Je-hoon, Choi Woo-shik, Park Jung-min y Park Hae-soo                             |                      |
| 2021  | High Five                   | -                                       | Junto a Yoo Ah-in, Ra Mi-ran y Oh Jung-se                                                    | [ 30 ]               |
| 2023  | Rebound                     | Kang Yang-hyeon                         | Junto a Lee Shin-young, Jeong Jin-woon y Jung Gun-joo                                        | [ 31 ]               |
| Próx. | Hi.5                        | Ji-sung                                 | Junto a Lee Jae-in, Yoo Ah-in, Ra Mi-ran, Kim Hee-won y Oh Jung-se                           | [ 32 ]               |

### Series de televisión
| Año     | Título                                   | Personaje                | Notas                        | Ref.                 |
| ------- | ---------------------------------------- | ------------------------ | ---------------------------- | -------------------- |
| 1995    | Jang Hee Bin                             | Lee Yun                  |                              |                      |
| 1999    | Scorched Rice Teacher and Seven Potatoes | Uhm Cheol-goo            |                              |                      |
| 2014    | Prominent Woman                          | Jae-hong                 | Serie web en cinco episodios |                      |
| 2014    | Flirty Boy and Girl                      | Pareja Sencilla Hombre 2 | Serie web en doce episodios  |                      |
| 2015-16 | Reply 1988                               | Kim Jung-bong            |                              |                      |
| 2016    | Legend of the Blue Sea                   | Thomas                   | Ep. 2                        |                      |
| 2017    | Fight for My Way                         | Kim Joo-man              | 16 episodios                 |                      |
| 2019    | Be Melodramatic                          | Son Bum-soo              | 16 episodios                 |                      |
| 2020    | Kingdom                                  | Oficial real             | Ep. 2.6                      |                      |
| 2023    | La chica enmascarada                     | Joo Oh-nam               |                              | [ 33 ]               |
| 2024    | LTNS                                     | Samuel                   | Serie web en seis episodios  | [ 34 ] [ 35 ] [ 36 ] |
| 2024    | Nugget de pollo                          | Ko Baek-joong            | Serie web en doce episodios  | [ 37 ] [ 38 ]        |

### Programas de variedades
| Año             | Título                                 | Notas                     |
| --------------- | -------------------------------------- | ------------------------- |
| 2016            | My Ear's Sweetheart / Candy In My Ears | (ep. 7)                   |
| 2016            | Youth Over Flowers: Africa             | 7 episodios - miembro     |
| 2019            | Please Take Care of My Refrigerator    | (ep. 234-235 ) - invitado |
| 2020            | Knowing Bros (Ask Us Anything)         | (ep. 213 ) - invitado     |
| 2020            | Running Man                            | (ep. 484-485) - invitado  |
| 2020 - presente | Traveler Season 2: Argentina           | miembro                   |

### Teatro
| Año  | Obra            | Personaje | Notas  |
| ---- | --------------- | --------- | ------ |
| 2017 | An Ode To Youth | -         | [ 46 ] |

### Aparición en videos musicales
| Año  | Intérpretes             | Canción | Notas  |
| ---- | ----------------------- | ------- | ------ |
| 2017 | Zion.T ft. Lee Moon-sae | "Snow"  | [ 47 ] |

### Programas de radio
| Año  | Título                     | Estación   | Notas                  |
| ---- | -------------------------- | ---------- | ---------------------- |
| 2016 | 최화정의 파워타임          | SBS 파워FM | Invitado               |
| 2016 | 박선영의 씨네타운          | SBS 파워FM | 2 episodios (invitado) |
| 2016 | 두시의 데이트 박경림입니다 | MBC FM4U   | Invitado               |
| 2017 | 정오의 희망곡 김신영입니다 | MBC FM4U   | Invitado               |

### Revistas / sesiones fotográficas
| Año  | Título                 | Notas                                                            |
| ---- | ---------------------- | ---------------------------------------------------------------- |
| 2016 | Campus Cine21 Magazine | Publicación de marzo de 2016                                     |
| 2016 | Grazia Magazine        | Publicación de abril de 2016                                     |
| 2016 | Sure Magazine          |                                                                  |
| 2019 | Arena Homme Magazine   | Publicación de mayo de 2019                                      |
| 2020 | Marie Claire Magazine  | Publicación de febrero de 2020                                   |
| 2020 | Grazia Magazine        | junto a Lee Je-hoon, Choi Woo-shik, Park Jung-min y Park Hae-soo |

## Discografía
| Año  | Intérpretes                 | Canción                             | Álbum                           | Notas                  |
| ---- | --------------------------- | ----------------------------------- | ------------------------------- | ---------------------- |
| 2018 | Ahn Jae-hong y Chun Woo-hee | "Your Shampoo Scent In The Flowers" | Banda sonora de Be Melodramatic | Versión de los actores |

## Premios y nominaciones
| Año  | Premio                                 | Categoría                                                 | Trabajo nominado  | Resultado |
| ---- | -------------------------------------- | --------------------------------------------------------- | ----------------- | --------- |
| 2012 | 17th Busan International Film Festival | DGK Award - Actor (junto a Shim Hee-sub y Kim Chang-hwan) | The Sunshine Boys | Ganaron   |
| 2014 | 51st Grand Bell Award                  | Best New Actor                                            | The King of Jokgu | Nominado  |
| 2014 | 35th Blue Dragon Film Award            | Best New Actor                                            | The King of Jokgu | Nominado  |
| 2015 | 10th Max Movie Award                   | Best Actor                                                | The King of Jokgu | Nominado  |
| 2015 | 2nd Wildflower Film Award              | Best Actor                                                | The King of Jokgu | Ganó      |
| 2015 | 15th Director's Cut Award              | Best New Actor                                            | The King of Jokgu | Ganó      |
| 2015 | 24th Buil Film Award                   | Best New Actor                                            | The King of Jokgu | Nominado  |
| 2016 | 23rd Korea Advertising Award           | Top Advertising Model                                     | -                 | Ganó      |
| 2016 | 9th Korea Drama Award                  | Best New Actor                                            | Reply 1988        | Nominado  |
| 2016 | 52nd Paeksang Arts Award               | Best New Actor (TV)                                       | Reply 1988        | Nominado  |
| 2017 | Korean Film Shining Star Award         | Popularity Award                                          | Fabricated City   | Ganó      |
| 2017 | 10th Korea Drama Award                 | Excellence Award, Actor                                   | Fight for My Way  | Nominado  |
| 2017 | 1st The Seoul Award                    | Best Supporting Actor                                     | Fight for My Way  | Nominado  |
| 2017 | 31st KBS Drama Award                   | Best New Actor                                            | Fight for My Way  | Ganó      |
| 2018 | 31st KBS Drama Award                   | Best Couple (junto a Song Ha-yoon)                        | Fight for My Way  | Nominados |
| 2018 | 54th Baeksang Arts Award               | Best Supporting Actor (TV)                                | Fight for My Way  | Nominado  |